# Rue Vilain XIIII
La rue Vilain XIIII, dont la particularité est d'être à cheval sur les communes de Bruxelles-ville et d'Ixelles, rend hommage à la famille de l'homme politique, le comte Charles Vilain XIIII.

## Monuments classés

Autres œuvres de l'architecte Ernest Blerot
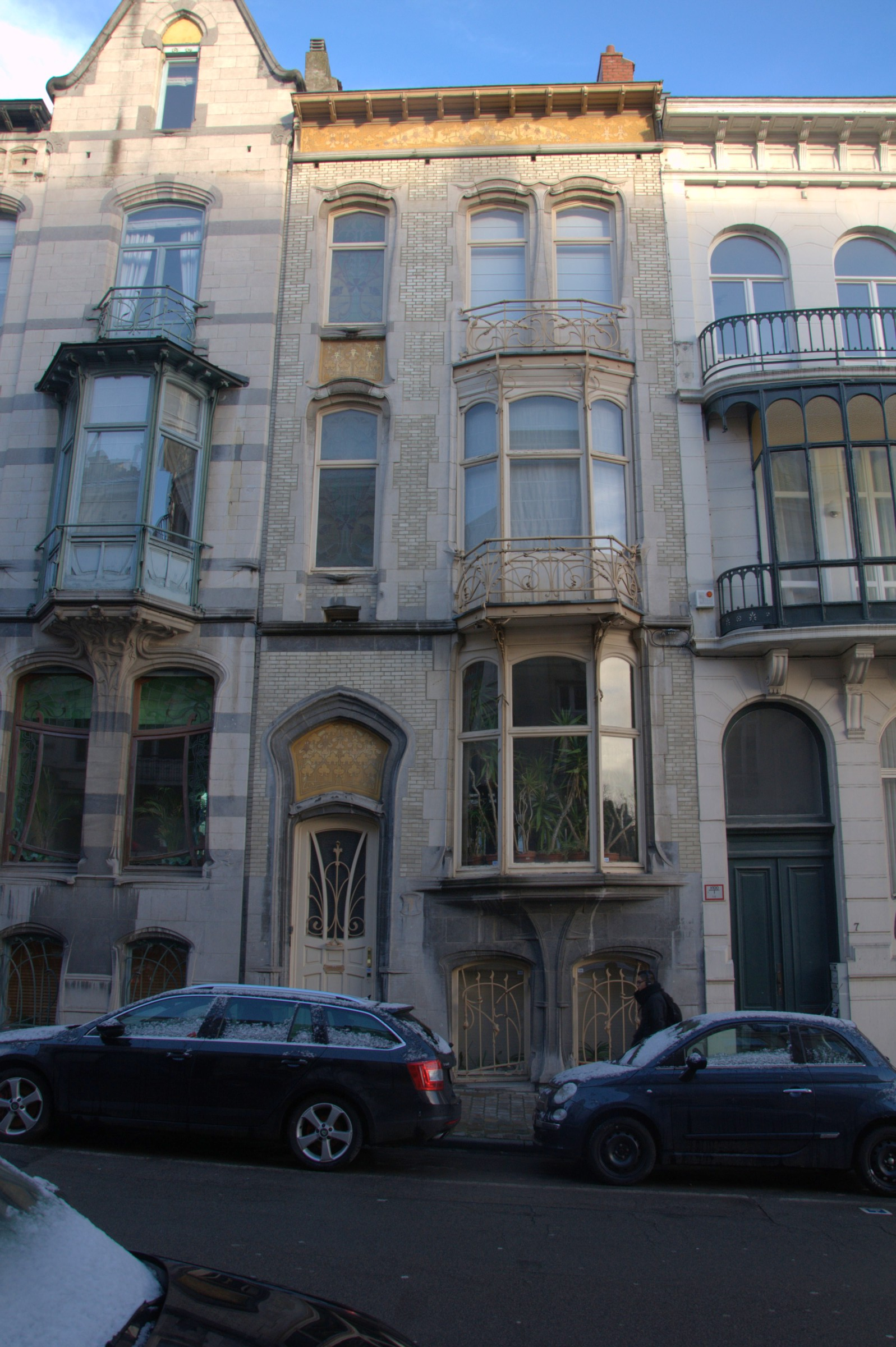
Au n°9
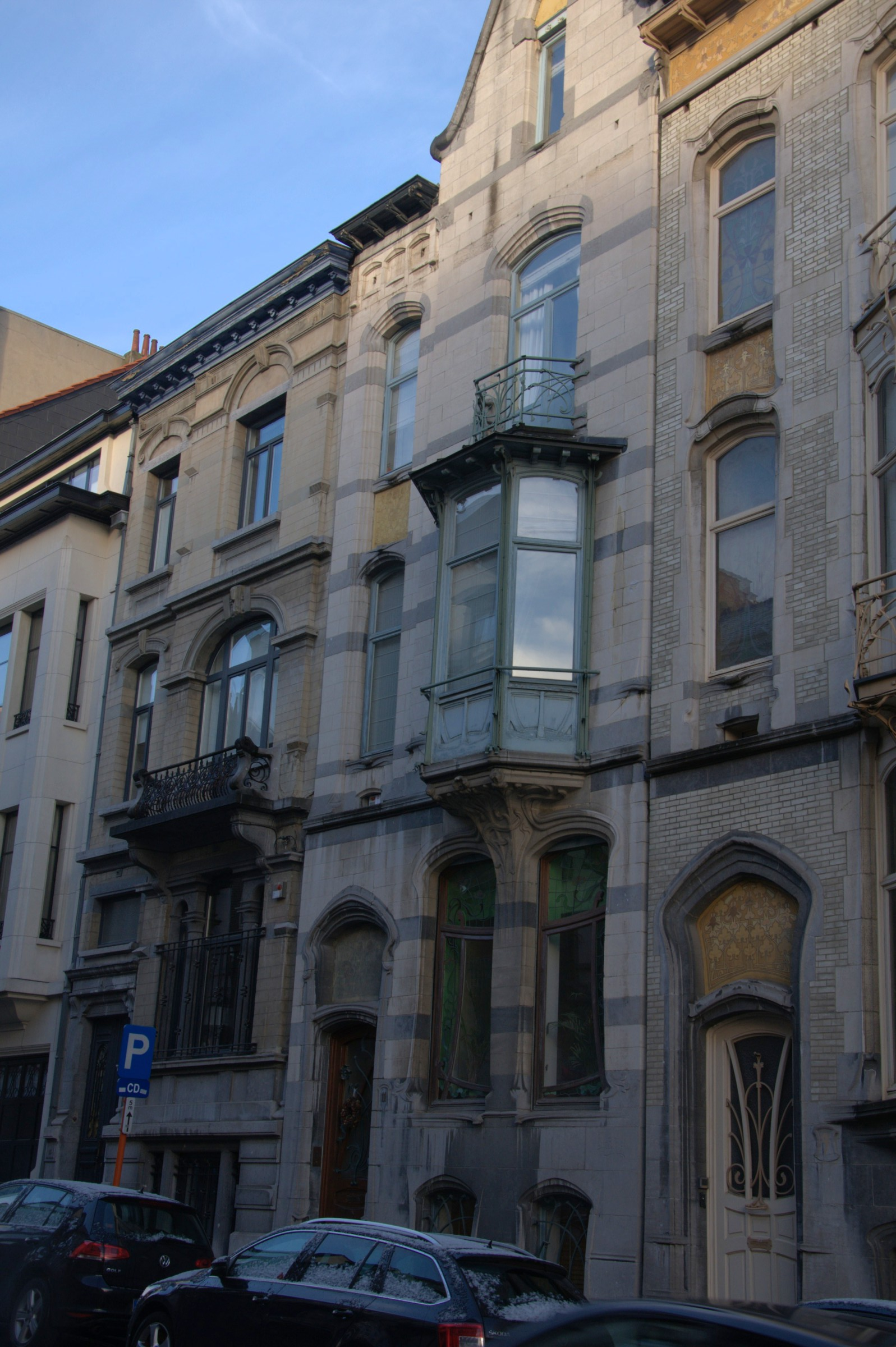
Au n°11